# Ciclocomputador
Un ciclocomputador es un aparato usado en una bicicleta para tomar medidas de velocidad, distancia, tiempo y otras medidas opcionales que dependen del modelo.

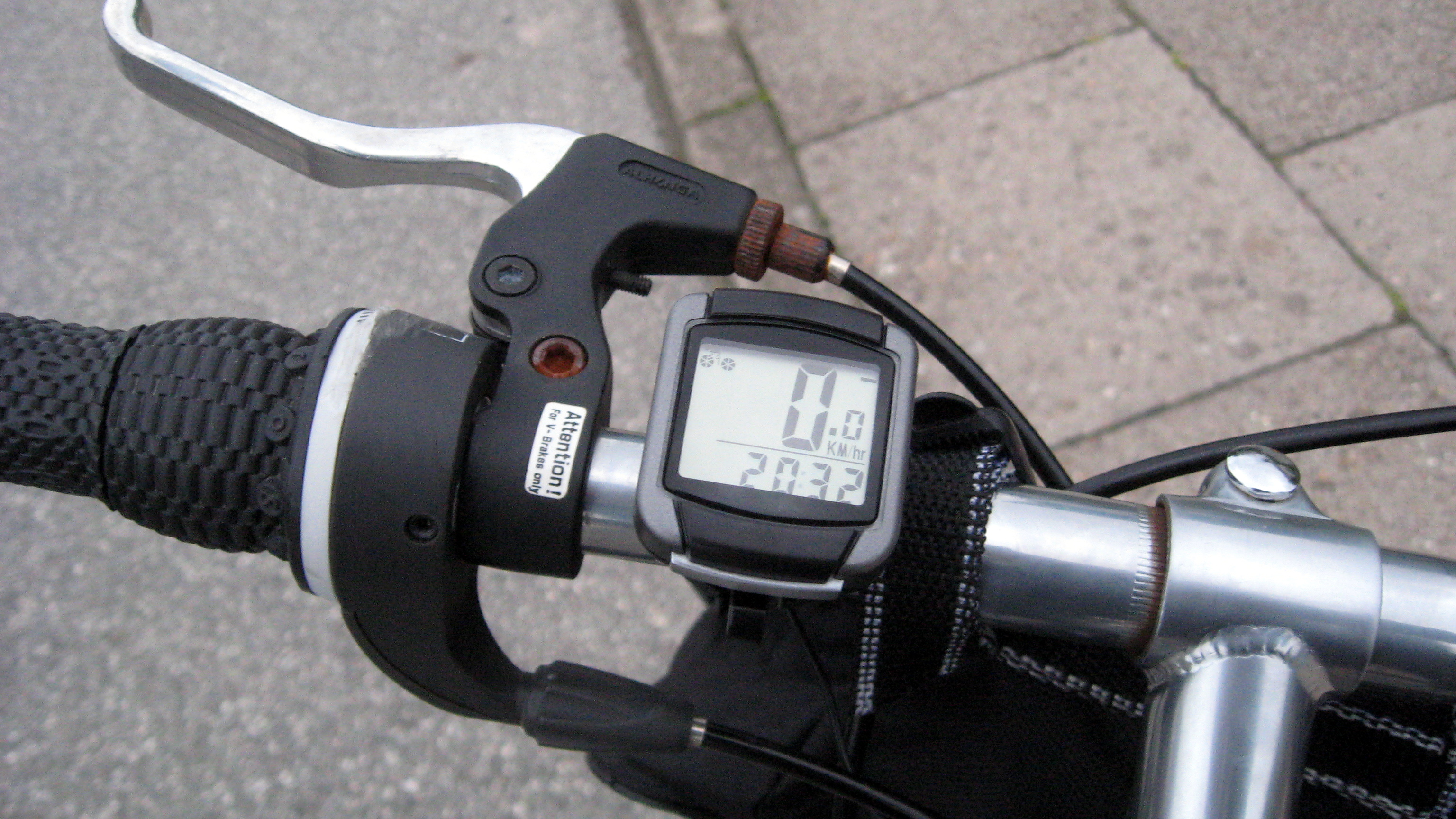
Un ciclocomputador en el manillar de una bicicleta

Tiene un formato parecido al de un reloj de pulsera y se coloca en un soporte en el manillar o la potencia. En los modelos con cable, del soporte sale un cable hasta la horquilla que sujeta la rueda, que acaba en un sensor que capta el paso de un imán colocado en la rueda, normalmente en un radio. En los modelos sin cable la transmisión de la información entre el sensor y el ciclocomputador se realiza por señales de radio.
Las funciones que pueden llevar a cabo son:
- Velocidad
  - Actual (o instantánea).
  - Media
  - Máxima
- Distancia
  - Total. Algunos modelos permiten empezar a contar desde una cifra distinta de 0, por si se pierde la guardada al cambiar de pila.
  - Parcial. Algunos incluso tienen más de una distancia parcial,[cita requerida] para medir diferentes tramos.
- Cronómetro. Se puede activar por medio de un botón o por el movimiento de la rueda. Normalmente se usa para averiguar la media, por lo que si no se tiene activado por el movimiento de la rueda, la media incluirá el tiempo que se está parado.
- Cambio de función automático. Va alternando la función visualizada cada cierto tiempo: Velocidad máxima, media, distancia, cronómetro.
- Memoria para dos diámetros de rueda. Para usarlo en la bicicleta de montaña y la de carretera que suelen tener diámetros diferentes. Con el cambio de cubierta puede variar el diámetro un poco, pero todas llantas del mismo tipo de bici son del mismo diámetro[cita requerida].
- Medidas en kilómetros y en millas.

Las funciones se pueden poner a cero pulsando un botón. A veces no se puede borrar independiente cada función sino que se borran por grupos: Velocidad máxima, media, 1.º distancia, y cronómetro juntas y 2.ª distancia se borra aparte.
Otras funciones menos comunes son:
- Cálculo de calorías.
- Brújula
- Altitud e inclinación
- Cadencia
- Temperatura
- Pulsómetro
- GPS, en el que puede aparecer detallada toda la ruta: velocidad, altura, distancia, paradas,etc.; además de marcar puntos determinados.